# Áreas protegidas de la República Centroafricana

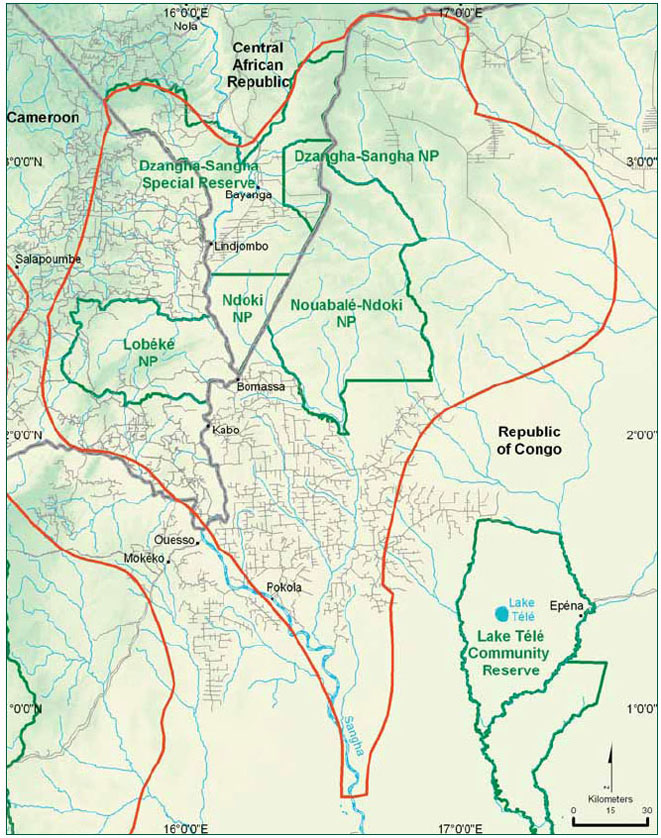
Complejo de la Reserva trinacional Shanga con los parques nacionales implicados.

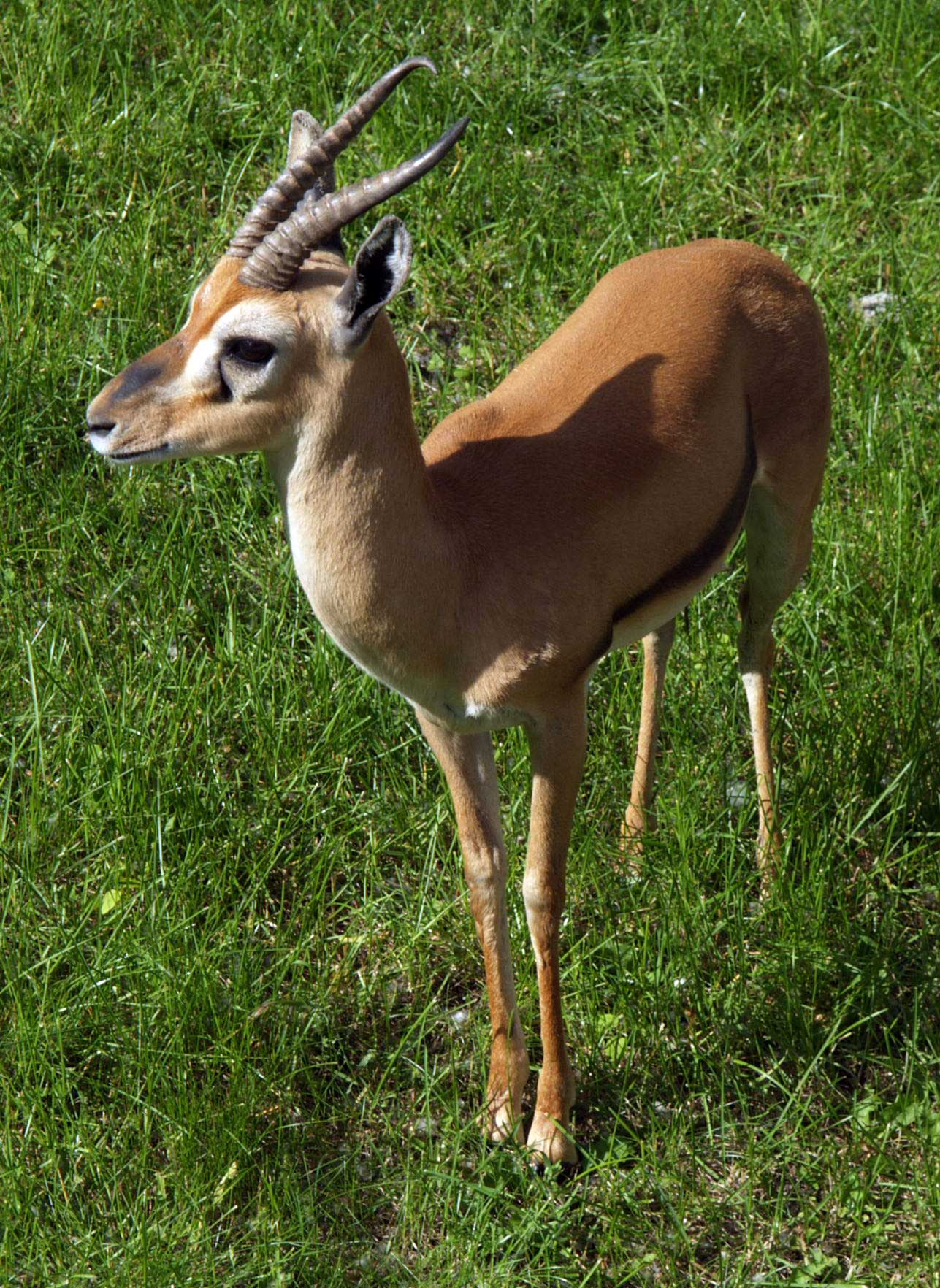
Gacela rufina, una de las especies que habitan en el parque nacional del Manovo-Gounda St. Floris

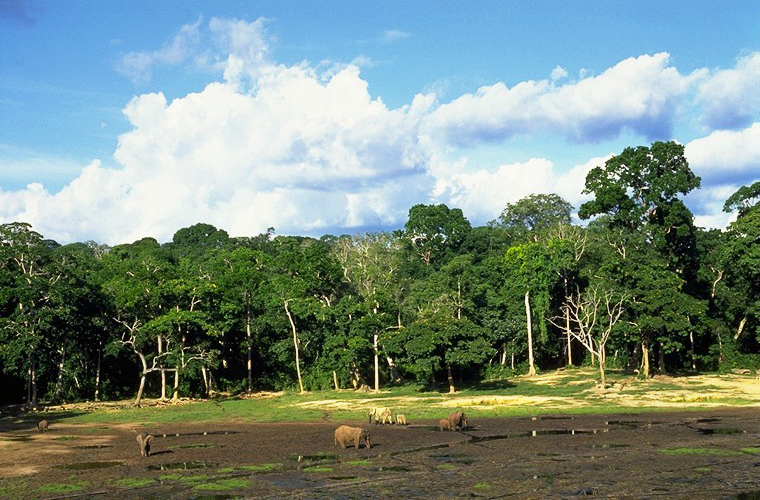
Parque nacional de Dzanga-Ndoki

Según la IUCN, en la República Centroafricana hay 33 áreas protegidas que cubren 92.043 km2, el 14,85 % del territorio de 619.797 km2, en ámbitos que van desde el bosque lluvioso a la sabana en el extremo norte. En ellos se encuentran numerosas especies en peligro y son importantes reservas de aves. Las zonas protegidas están divididas en 4 parques nacionales, más uno con problemas que ahora es patrimonio de la humanidad (Manovo-Gounda St. Floris), 7 reservas de fauna, 1 área de conservación, 1 reserva privada, 1 santuario, 1 reserva especial y 12 bosques clasificados. Además, hay 2 sitios Ramsar, 2 reservas de la biosfera de la Unesco y 2 sitios patrimonio de la humanidad.

## Parques nacionales
- Parque nacional André-Félix, 1960, 1.700 km², limita con Sudán en el nordeste, en el macizo de los Bongo. Bosque y sabana arbolada; avestruces, elefantes, cocodrilos, jirafas, hipopótamos, etc. Es contiguo al Parque nacional Radom, de Sudán, de 12.500 km², y su zona de amortiguación es la Reserva de fauna de Yata Ngaya, de 4.200 km².

- Parque nacional de Bamingui-Bangoran, 1993, 10.700 km², en el norte, cerca de la frontera con Chad, contiene la Reserva natural integral de Vassako Bolo, de 860 km². Es el límite septentrional de muchas especies de sabana. Bosques caducos, de sabana y de galería.[3] Ecorregión sudanesa, licaón del Chad (Lycaon pictus sharicus), guepardo del Sudán (Acinonyx jubatus soemmeringii), león de África occidental,  manatí de África Occidental etc., además de ser una importante zona de protección de aves. Este parque está unido por el oeste con la Reserva de fauna de Gribingui-Bamingui (4.321 km²); por el este con la Reserva privada Avakaba Presidential Park (2.636 km²); por el sur con la Reserva de fauna de Koukourou-Bamingui (1.131 km²), y contiene en su interior la Reserva integral de la Naturaleza de Vassako-Bolo (843 km²).

- Parque nacional Dzanga-Ndoki, 1990, 1.143 km², en el sudoeste, en la frontera de la República del Congo, dividido en dos sectores, Dzanga (496 km²), al norte, y Ndoki (725 km²), al sur, separados por la Reserva especial Dzanga-Sangha (3.359 km²) y unidos al parque nacional de Nouabalé-Ndoki, en la República del Congo, con el que forman el área protegida del bosque Sangha Trinational, el Sitio trinacional de Sangha,,[4] especialmente abundante en gorilas occidentales de llanura.

- Parque nacional Mbaéré-Bodingué, 2007, 960 km², en el sur, bosque tropical húmedo de la cuenca del Congo, cerca de Bangui, es un humedal entre los ríos Mbaéré y Bodingué, y forma parte de un complejo de áreas de bosque protegidas conocida como bosques de Ngotto, en una zona de extracción forestal, minera y de caza que ocupa más de 7.000 km².

- Parque nacional del Manovo-Gounda St. Floris, 1988, 17.400 km², en el norte, cerca de la frontera con Chad, sabana entre los ríos Aouk y Kameur, al sudoeste del macizo de los Bongo; rinocerontes negros, elefantes, leopardos, guepardos, gacelas, búfalos, jirafas, leones, Patrimonio de la Humanidad por la Unesco, en peligro desde 1997 por los conflictos armados de la región.

## Reservas de fauna
- Zemongo, al sudeste del país, cerca de la frontera de Sudán del Sur, creada en 1925, ampliada en 1975 y con 13.000 km². Forma parte del bosque de miombo, posee sabana y bosques de galería y en él viven chimpancés orientales. Está unida por el oeste con la Reserva de la naturaleza de Chinko. Principalmente es una llanura sin agua en la estación seca, aunque se encuentra entre los ríos Vovodo y Goangoa, y es atravesada por el río Bita. Suelos lateríticos arenosos.

- Ouandjia-Vakaga, 7233,5 km2, en el macizo de los Bongo, unida por el este con el Parque nacional del Manovo-Gounda St. Floris. Se crea en 1925 como reserva de caza, y en 1972, 5000 km2 estaban destinados a este fin. Sabana arbolada con Isoberlinia en una meseta arenosa. Fauna dispersa como en el parque nacional. Elefantes, búfalos, jirafas, antílpes, etc. En los años 1980 había rinoceronte negro.

- Yata-Ngaya, 5405 km2, en el norte de la frontera con Sudán del Sur, unida por el sur con el Parque nacional André-Félix, para el que actúa de zona colchón. Se crea en 1960. Meseta arenosa con colinas en su parte central, a una altitud de 900 m. Sabana arbolada con Isoberlinia. En los años 1980 había rinoceronte blanco y negro, pero los cazadores furtivos y los conflictos de las décadas de 1979 y 1980 los exterminaron. El último rinoceronte blanco del norte murió en la RDC en 2006.[5]

- Gribingui-Bamingui, 4321,5 km2. En la orilla izquierda del río Bamingui, en su confuencia con el Gribingui, afluente del Chari, en el extremo norte del país, en la frontera con Chad. Forma parte del complejo del Parque nacional de Bamingui-Bangoran, que tiene al oeste la reserva de Gribingui-Bamingui y al sur la reserva de fauna de Koukourou-Bamingui, a lo largo del río de este nombre. El conjunto constituye un IBA (área de importancia para las aves de 19.860 km2. En la sabana abierta crecen los árboles Mitragyna inermis, Lophira lanceolata y Crossopteryx febrifuga. Hay en el complejo unas 374 especies de aves, de las que 250 anidan. Entre ellas, se han constatado el porrón pardo y el aguilucho papialbo. Aparte del Bamingui, que es permanente, los demás ríos se secan en invierno, dejando algunas pozas. Entre las especies sahelianas, la avutarda árabe, y entre las bioma tropical, el tejedor de Baglafecht.[6]

- Nana-Barya, 2314 km2, en la frontera con Chad. Creada en 1960, en los años 1980 la caza ilegal había mermado notablemente la fauna. El río Nana Barya forma parte de la frontera con Chad y es afluente del río Ouham, a cuya izquierda se halla la reserva, afluente del Chari. En 2024 se organizaban safaris por la reserva para ver jirafas, elefantes, leones, leopardos, elands gigantes y otros animales en un paisaje de sabana arbolada.[7]

- Koukourou-Bamingui, 1131 km2. Forma parte del complejo del Parque nacional de Bamingui-Bangoran, que tiene al oeste la reserva de Gribingui-Bamingui y al sur la reserva de fauna de Koukourou-Bamingui, a lo largo del río de este nombre. El conjunto constituye un IBA (área de importancia para las aves de 19.860 km2. También se incluye la Reserva natural estricta de Vassako–Bolo y la concesión de caza del río Sangba. El conjunto es una meseta de 400-500 m con ríos que drenan hacia el noroeste, hacia el Chari. Los árboles dominantes en la sabana son Terminalia laxiflora, Isoberlinia doka y Anogeissus leiocarpus. El bosque es caduco en época seca. A lo largo de los cursos de agua hay bosques de galería con especies guineo-congolesas. En la zona de Koukorou hay inselbergs de granito. Entre los numerosos mamíferos, hay leones.[6]

- Aouk-Aoukale, 3451,5 km2, en la frontera con Chad, unida con el norte del Parque nacional del Manovo-Gounda St. Floris Creada en 1939, contenía el parque nacional de Goz-Sassoulko’, que luego desapareció. Está entre los ríos Aoukale y Bahr Oulou/Bahr Kameur, que fluyen hacia el norte, en la cuenca del lago Chad, sobre un suelo de arcillas en una llanura inundable de sabana arbolada. Fauna sudanesa, que en los años 198' comprendía elefantes, leones, jirafas y búfalos, y especies sahelianas como la hiena manchada, la gacela de frente roja y el avestruz.

## Otras áreas de conservación

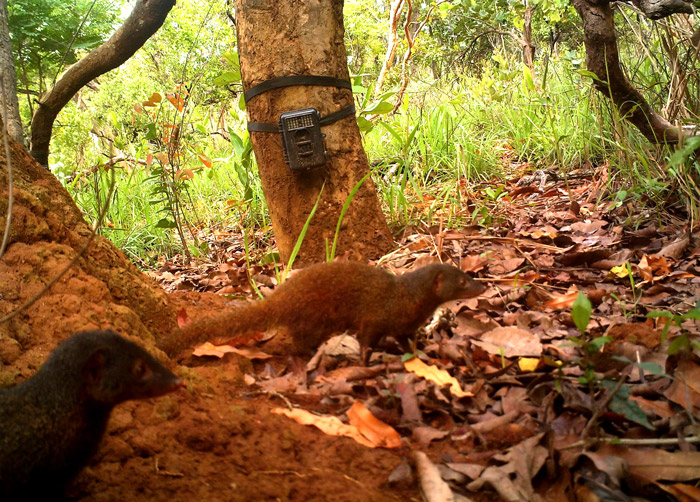
Mangosta de Pousargues fotografiada en Chinko.

- Reserva de la naturaleza de Chinko, 17.600 km² de sabana y bosque tropical en el sudeste.[8] Unida por el este con la Reserva de fauna de Zemongo. Gestionado conjuntamente por el gobierno y la ONG African Parks desde 2014. Está localizado en una meseta volcánica a unos 600 m de altitud, donde se mezclan la sabana arbolada y la selva congoleña, dando lugar a un ecotono en tensión dominado por la cuenca del río Chinko, afluente del río Bomu, en un área de 55.700 km2, que se extiende por una zona deshabitada y salvaje que forma un corredor ecológico entre Chad y Sudán del Sur que cubre unos 103.000 km2.[9] Hay varias especies de primates, elefante africano de bosque, 23 especies de artiodáctilos (jirafas, antílopes, hipopótamos, etc.), más de 20 tipos de carnívoros, 5 tipos de vermilinguos (osos hormigueros) y unas 500 especies de aves. Entre los carnívoros, león, leopardo, mangostas y licaones. El área colchón se incrementó en 2020 de 5000 a 25.000 km2. Pertenece a .[10]

- Santuario de la naturaleza de Bongo, 2650 km2
- Reserva especial de Dzanga-Sangha, 6865,5 km2
- Parque presidencial Avakaba, 2636 km2. Se crea en 1980 al norte del área de conservación de Bamingui-Bangoran],

## Reservas de la biosfera

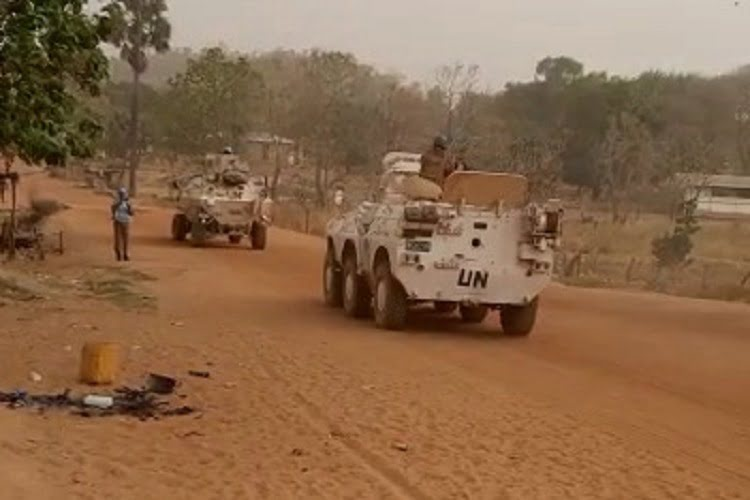
Llegada de la Minusca de Naciones Unidas a una zona de conflicto en la prefectura de Bamingui-Bangoran en 2020, donde el turismo está muy mermado y la fauna amemazada.

- Reserva de la biosfera de Basse-Lobaye, 182 km2, sur del país, creada en 1977 en una zona de bosque tropical húmedo (antes Bosque del Bajo Lobaye) semicaduco poco estudiada. Entre los más de 20.000 habitantes, bantúes y poblados de pigmeos baka.[11] La reserva se encuentra en la parte baja de la cuenca del río Lobaye, afluente del Ubangi. Se practica la agricultura, la caza, la pesca y la recogida de leña. El clima es cálido y húmedo con una media de 24,5 oC y pocas variaciones. Hay una corta estación seca en enero y más lluviosa de marzo a diciembre con un máximo de agosto a octubre (unos 230 mm por mes) con una media anua de 1760 mm. El bosque alcanza los 40 m de altura de forma discontinua. Al norte es más abierto, secundario por los cultivos con un matorral denso de trepadoras. Hay monos cercopitecos, colobos y cercocebos (mangabeys de párpados blancos). En la década de 1980 había chimpancés, elefantes de bosque, leopardos, civetas, ginetas, etc.

- Área de conservación de Bamingui-Bangoran, 16.220 km2, en el centro-norte, clima seco con sabana arbustiva y de pastos, bosque seco y campamentos mineros. Se crea como un complejo de áreas protegidas formado por una reserva natural estricta, el Parque nacional de Bamingui-Bangoran y dos reservas de fauna, Koukourou-Bamingui y Gribingui-Bamingui. Se practica la caza, la pesca, la agricultura de subsistencia, la trashumancia y la recolección. La reserva natural estricta es Vassoko-Bolo. En 1980 se añade en la parte norte la reserva presidencial de Avakaba y luego se separa. A lo largo del tiempo se han producido notables cambios en la extensión y la protección de la zona que ha acabado confluyendo con el parque nacional.[12] Es un área de poco relieve sobre terrenos precámbricos que permanecen bajo terrenos aluviales cuaternarios de la cuenca del Chad en el norte y noroeste, con tres ríos principales: el Bolo, estacional, el Vassako y el Vou, también estacional, los cuales definen las fronteras de la reserva natural estricta. Las precipitaciones alcanzan los 1300 mm, sobre todo entre diciembre y febrero, con una temperatura media de 26,6 oC. La vegetación es sudanoguineana sobre todo, con bosques secos, sabanas arboladas, sabanas inundables y bosques de galería. Los ricos pastos mantienen una fauna acorde con un amplio rango de mamíferos migratorios. Destacan el leopardo, el licaón, la hiena manchada, el elefante, el hipopótamo, búfalos, jirafas, kudus, papiones, monos verdes, pangolines, etc. Hasta los años 1980, había rinocerontes negros. Los insecticidas para los campos de algodón adyacentes ya envenenaban las aguas del río Bamingui entonces.[13]

## Patrimonio de la humanidad
- Parque nacional del Manovo-Gounda St. Floris, 1988, 17.400 km²
- Reserva trinacional Sangha, 7463,1 km2

## Sitios Ramsar
La República Centroafricana posee 2 sitios Ramsar que ocupan una superficie de 376.300 hectáreas. 
- Ríos Mbaéré-Bodingué, 1.013 km², sitio Ramsar 1590, 03°50′N 17°50′E. Bosque denso húmedo semicaducifolio primario (550 km²), bosque inundable, sabana, gran variedad de primates, gorilas de llanura, chimpancés, cocodrilos, elefantes de bosque (Loxodonta africana cyclotis), un cercopiteco endémico (Cercopithecus cephus ngottensis), etc.[14]

- Río Sangha, 2.750 km², sitio Ramsar 1889, 02°40′N 16°15′E. Extensas áreas de bosque periódicamente inundado con ríos, humedales y lagos. Elefantes, chimpancés, hienas, cangrejos y tortugas. Cultivo local de la palmera Raphia para hacer vino de palma.[15] Minería de diamantes, caza, pesca, explotación forestal e investigación científica. Incluido con la Reserva especial Dzanga-Sangha en un proyecto con Camerún y Congo para formar el Sitio trinacional de Sangha.